# Palau Sant Jordi
Le Palau Sant Jordi (littéralement « Palais Saint-Georges ») est une enceinte sportive et multifonctionnelle située dans le quartier de Montjuïc, à Barcelone, construit à l'occasion des Jeux olympiques de 1992. Il est considéré comme le joyau de l’Anneau olympique de Montjuïc, centre de ces Jeux de 1992 qui comprend, outre le Palau Sant Jordi, le Stade olympique Lluís-Companys, la piscine municipale de Montjuïc et les piscines Bernat Picornell. C'est l'installation olympique la plus utilisée de Barcelone puisqu'elle accueille de nombreux événements sportifs, des spectacles musicaux et théâtraux, des rencontres sociales. Sa capacité est de 17 000 spectateurs, tous assis, et de près de 20 000 si des places sont installées dans la piste ou le parterre.

## Historique et description
Conçu par l'architecte japonais Arata Isozaki, il a été inauguré le 21 septembre 1990, deux ans avant la célébration des Jeux et est considéré comme un chef-d'œuvre de l'architecture et de l'ingénierie moderne. Sa structure et les matériels mécanisés lui confèrent une grande flexibilité et permettent l'adaptation de l'enceinte pour l'accueil des événements les plus variés.
Le Palau Sant Jordi, adapté à presque tous les sports, accueille régulièrement des événements sportifs, du basket-ball à des exhibitions de moto-cross, et également un sport peu pratiqué dans une enceinte non spécifique comme la natation. Ainsi, lors des Championnats du monde de natation, qui se sont tenus à Barcelone du 13 juillet au 27 juillet 2003, une piscine réglementaire de 50x25 mètres y a été installée où se sont disputées les principales épreuves de ces championnats et qui a été à nouveau utilisé en 2013 où les Championnats du monde de natation ont encore eu lieu à Barcelone.
Le Palau Sant Jordi est l'un des lieux les plus recherchés de Barcelone pour l'organisation de spectacles musicaux et théâtraux, grâce à sa grande capacité, à son confort et à l'excellente acoustique de la salle. L'artiste américain Bruce Springsteen a ainsi choisi son concert du Palau Sant Jordi, en octobre 2002, pour éditer le DVD officiel de sa tournée mondiale. Se sont également produits au Palau Sant Jordi, les grands artistes internationaux tels que AC/DC, Kiss, U2, Queen, Coldplay, Iron Maiden, Mecano, Depeche Mode ou des solistes comme Beyoncé, Shakira, Madonna, Prince, Alejandro Sanz, Joan Manuel Serrat, Rihanna ou encore Justin Bieber, ainsi que le célèbre groupe de Kpop coréen Blackpink.

## Événements

### Sport
- Juillet-Août 1992 : jeux olympiques d'été de 1992.
- 1995 : championnats du monde d'athlétisme en salle 1995.
- Juillet 1997 : XXXe championnat d'Europe de basket-ball masculin.
- Avril 1998 : Final Four de l'Euroligue de basket-ball.
- Décembre 2000 : finale de la Coupe Davis entre l'Espagne et l'Australie.
- Avril 2003 : Final Four de l'Euroligue de basket-ball.
- Juillet 2003 : championnats du monde de natation.
- Décembre 2009 : finale de la Coupe Davis entre l'Espagne et la République tchèque.
- Octobre 2010 : le FC Barcelone bat les Los Angeles Lakers, champions en titre de la NBA, lors du NBA Europe Live Tour 2010.
- Janvier 2013 : championnat du monde de handball masculin 2013
- Juillet-Août 2013 : championnats du monde de natation 2013
- Décembre 2016 : All-Star Barcelona 2016 de League Of Legends

### Concerts
- 9 et 10 juin 2001 : Madonna donne le coup d'envoi de son Drowned World Tour

- 2002 : MTV Europe Music Awards
- 16 octobre 2002 : Bruce Springsteen & the E-Street Band, The Rising tour (Publié en DVD sous le nom Live in Barcelona)
- 2007 : Shakira Oral Fixation Tour
- 20 et 21 novembre 2009 : Depeche Mode Tour Of The Universe (Publié en DVD sous le nom Tour of the Universe : Barcelona 20/21.11.09)
- 2009 : AC/DC Black Ice World Tour
- 20 mai 2009 : Beyoncé I Am... World Tour
- 24 juin 2010 : KISS Sonic Boom Over Europe Tour
- 24 novembre 2010 : Shakira The Sun Comes Out World Tour
- 7 décembre 2010 : Lady Gaga - The Monster Ball Tour
- 12 mars 2011 : Kylie Minogue - Les Folies 2011 World Tour
- 14 décembre 2011 : Rihanna - Loud Tour
- 15 décembre 2011 : Red Hot Chili Peppers
- 20 et 21 juin 2012 : Madonna - The MDNA Tour
- 6 octobre 2012 : Lady Gaga - The Born This Way Ball
- 16 mars 2013 : Justin Bieber -  Believe Tour (en)
- 17 au 21 mars 2013 : Michael Jackson: The Immortal World Tour
- 01 juin 2013 : Rihanna Diamonds World Tour
- 24 mars 2014 : Beyoncé - The Mrs Carter Show
- 13 juin 2014 : Miley Cyrus - Bangerz Tour
- 8 novembre 2014 : Lady Gaga - Artrave: The Artpop Ball
- 16 février 2015 : Katy Perry - The Prismatic World Tour
- 14 juin 2015 : Maroon 5
- 16 juin 2015 : Ariana Grande - The Honeymoon Tour
- 5, 6, 9 et 10 octobre 2015 : U2 - iNNOCENCE+eXPERIENCE Tour
- 24 et 25 novembre 2015 : Madonna - Rebel Heart Tour
- 21 juillet 2016: Rihanna - Anti World Tour
- 13 juin 2017: Ariana Grande - Dangerous Woman Tour
- 16 janvier 2018 : Lady Gaga - The Joanne World Tour
- 28 mai 2019: Blackpink- In your area tour Europe 2019 In Your Area World Tour (en)
- 28 janvier 2020: Hatsune Miku - Miku Expo Europe 2020
- 23 et 24 juillet 2022 : Rosalía - MotoMami World Tour
- 1er et 2 novembre 2023 : Madonna - The Celebration Tour
- 16 mars 2024: Depeche Mode
- 22 mars 2024: Nicki Nicole
- 18 Juin 2024: Olivia Rodrigo - Guts World Tour
- 28 septembre 2024: Niña Pastori